# 크로커다일 던디
《크로커다일 던디》(영어: Crocodile Dundee)는 1986년 공개된 오스트레일리아의 액션 코미디 영화이다.
속편으로 《크로커다일 던디 2》(1988), 《크로커다일 던디 3》(2001)이 있다.

## 출연
- 폴 호건
- 린다 커즐라우스키
- 존 멜리언
- 데이비드 굴필릴
- 마크 블럼
- 마이클 롬바드
- 레지널드 벨존슨
- 테리 길
- 케이틀린 클라크
- 앤 프랜신

## 기타 제작진
- 라인 제작: 제인 스콧
- 배역: 폴라 헤럴드
- 미술: 그레이엄 "그레이스" 워커
- 의상: 노마 모리소